# Christian Christie

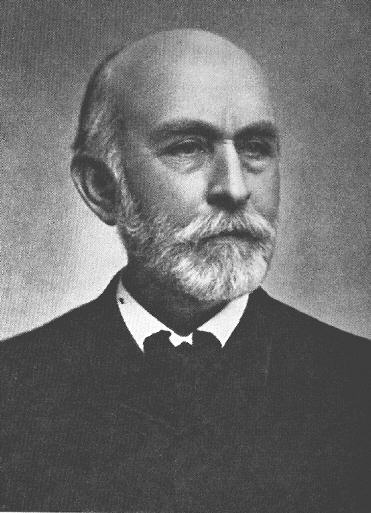
Christian Christie (1832–1906), um 1890

Eilert Christian Brodtkorb Christie (* 24. Dezember 1832 in Bergen; † 13. September 1906 in Trondheim) war ein norwegischer Architekt.

## Leben
Nach seiner Schulbildung studierte er Architektur von 1849 bis 1852 an der damaligen Polytechnischen Schule Hannover (heute Gottfried Wilhelm Leibniz Universität Hannover) und von 1852 bis 1854 in Karlsruhe, wo er bei dem Architekten Friedrich Eisenlohr studierte. 1855 kehrte er nach Norwegen zurück und ließ sich in Bergen nieder, wo er ein Architekturbüro gründete. Gleichzeitig hatte er auch von 1858 bis 1872 ein Büro in Christiania (heute Oslo). Als Architekt war er am Bau von verschiedenen Bauwerken sowie bei vielen Restaurierungen von historischen Gebäuden in Norwegen beteiligt. So baute er unter anderem von 1865 bis 1868 die neue Borgund Kirche (Borgund kirke), die sich neben der alten Stabkirche Borgund befindet und um 1872 das Haraldsstøtten (Reichsmonument Haraldshaugen) in Haugesund. In den 1860er Jahren war verantwortlich für den Aufbau des Staatsarchives (Stiftsarkivet) in Trondheim.
Die wachsende nationale Identität in Norwegen drückte sich in dieser Zeit durch ein starkes Interesse an der Erhaltung der Kulturgüter und mit der damit verbundenen Erinnerung an die norwegische Blütezeit im Mittelalter aus. Infolgedessen beauftragte der norwegische Verein für den Erhalt kulturhistorischer Denkmäler Fortidsminneforeningen Christie mehrmals für seine Wiederaufbau-Projekte.
So war er auch als Architekt für die Planung und Restaurierung von mehreren mittelalterlichen norwegischen Bauten verantwortlich, einschließlich ab 1873 der Håkonshalle und ab 1872 der Bergen Domkirke sowie der Mariakirken in Bergen.

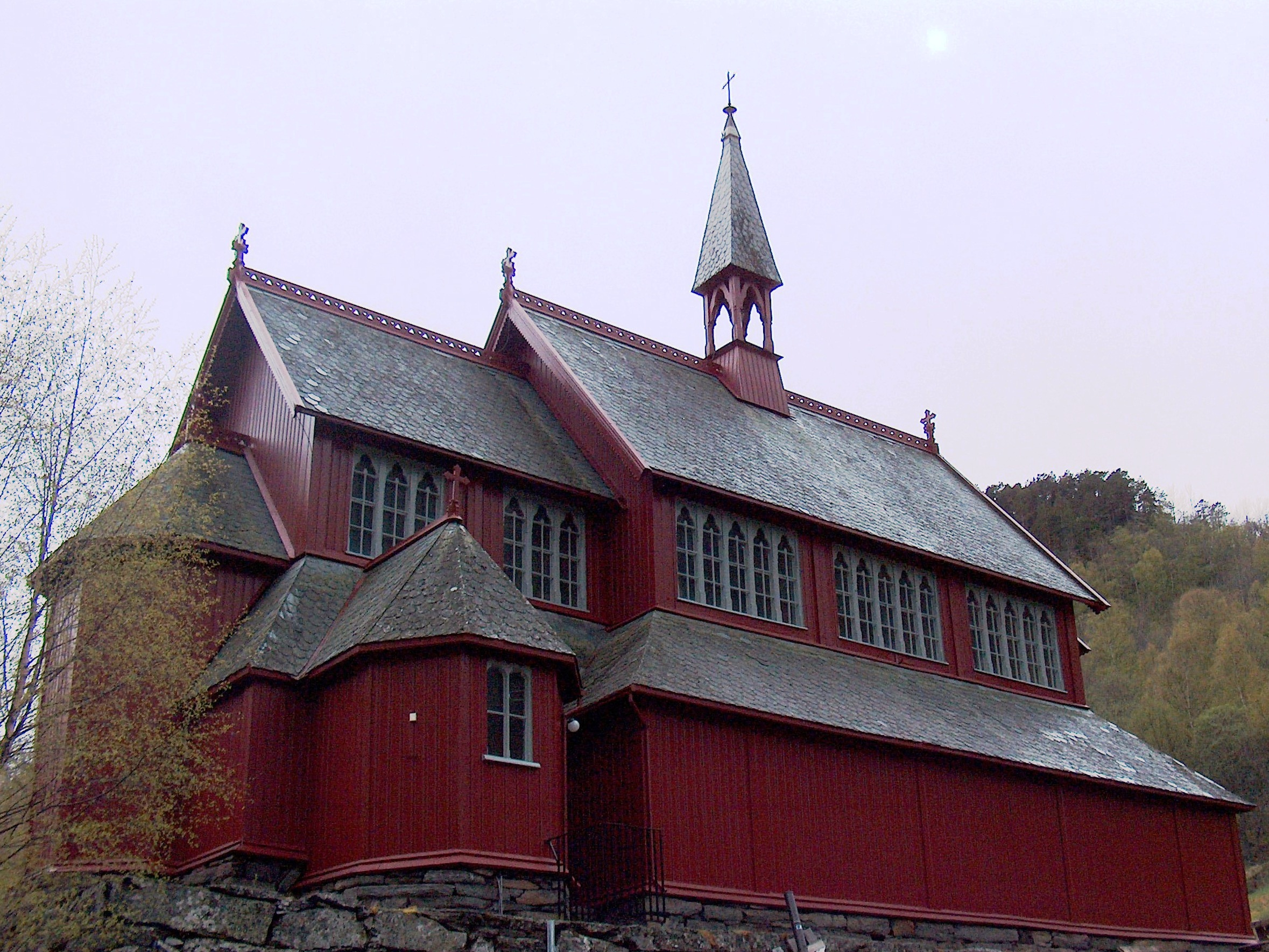
Borgund-Kirche (Borgund kirke) in Lærdal, gebaut um 1868 von Christie.
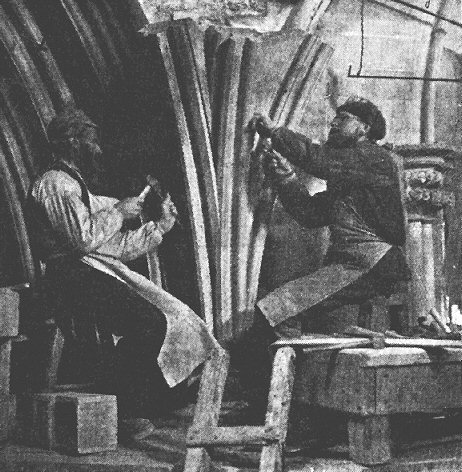
Restaurierung des Nidarosdomes.
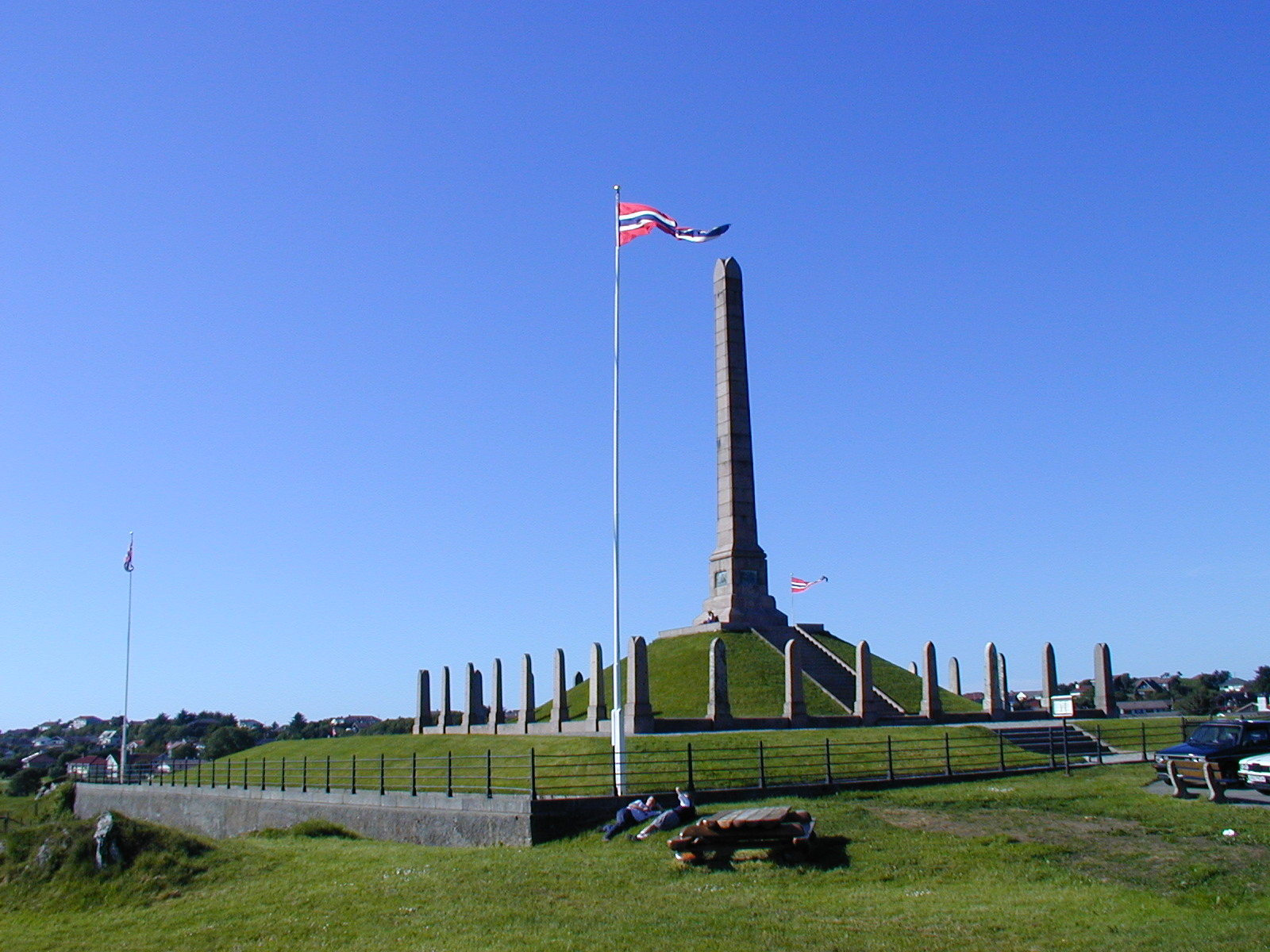
Das Riksmonumentet Haraldshaugen (Reichsmonument) Haraldshaugen.
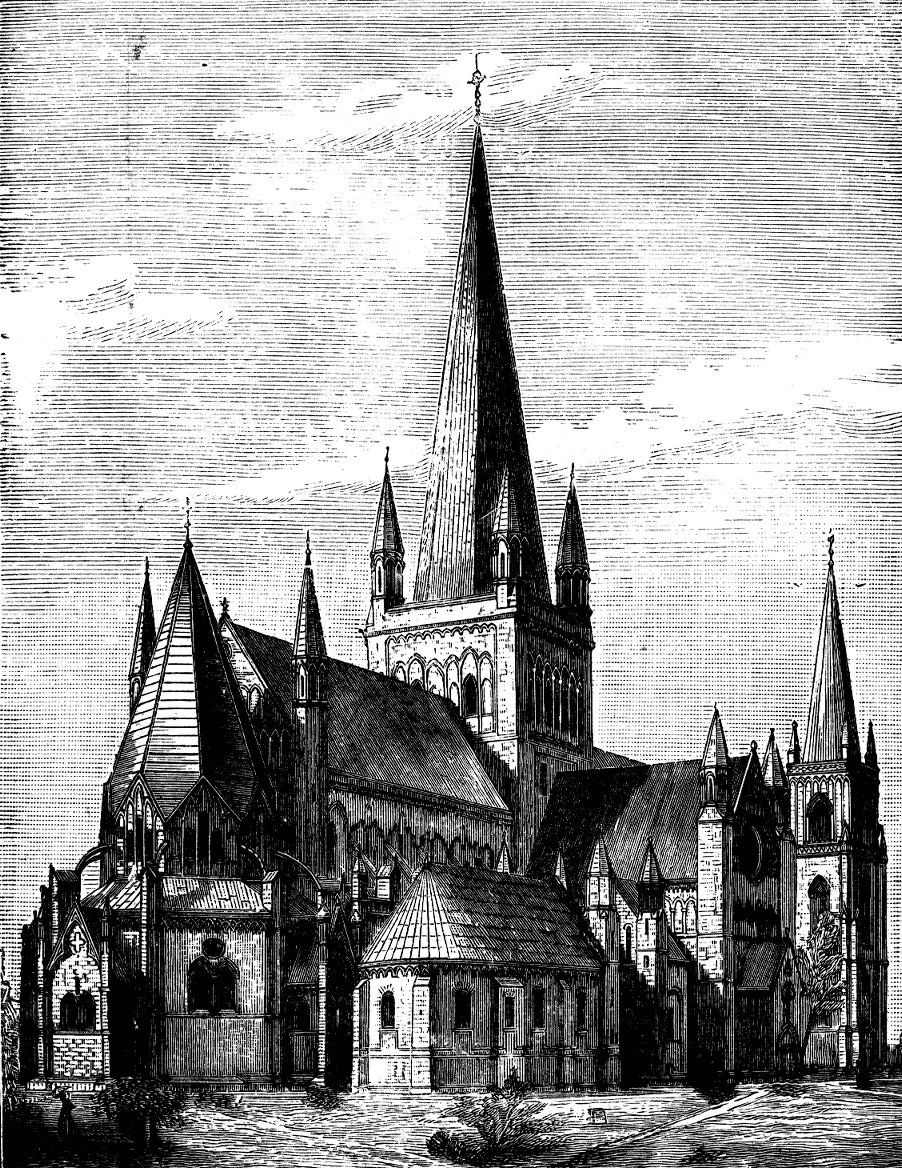
Zeichnung von Christian Christies zur Restaurierung des Nidarosdomes mit der von ihm geplanten Außenansicht.
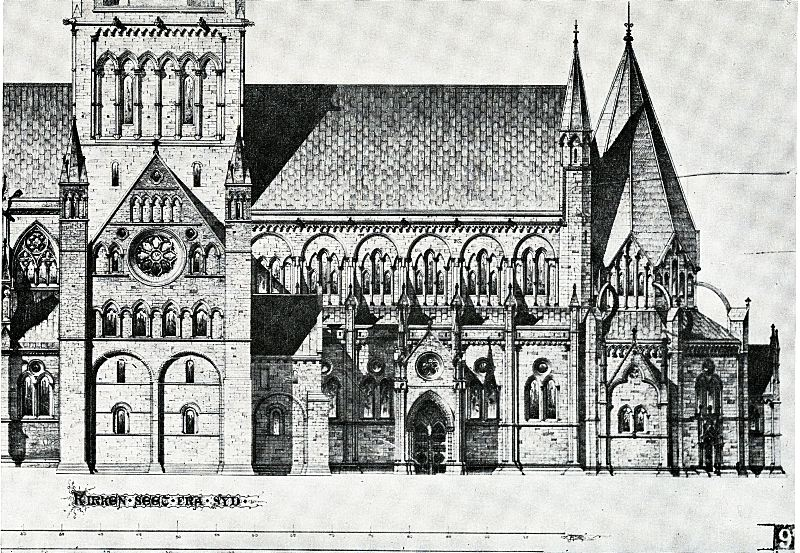
Zeichnung von Christian Christie zur Restaurierung des Nidarosdomes.

### Christian Christies Wirken am Nidarosdom
Christies hauptsächliches Lebenswerk wurde die Restaurierung des Nidarosdomes, die er von 1872 bis zu seinem Tod 1906 leitete. Er übernahm die Bauleitung als Dombaumeister von seinem Vorgänger Heinrich Ernst Schirmer, der ab 1869 den grundlegenden Wiederaufbau des Nidarosdomes leitete. Schirmer hatte zwar zuvor auch den Wiederaufbau des Domes in die Wege geleitet, wurde aber für seine Tätigkeit und seine künstlerischen Pläne zur Restaurierung von Befürwortern eines archäologischen Wiederaufbaues kritisiert. Da fast alle historischen Vorlagen zum Nidarosdom fehlten, beruhte die Rekonstruktion unter Schirmer zum großen Teil auf Spekulationen. Durch Christies Einsatz versprach man sich beim Wiederaufbau in dieser Hinsicht Besserung, dennoch wurde der Dom nach dem Konzept seines Vorgängers Schirmer weiter rekonstruiert.
Unter Christies Regie und Hauptverantwortung wurden in dieser Zeit die Restaurierung des Chores, das Achteck des Domes, der Überbau des Kirchenschiffes und die unteren Teile des westlichen Kirchenschiffes vorangetrieben. Er verfasste einige Vorstudien zum Wiederaufbau des Nidarosdomes im Stil der Gotik, die auch zum Teil zur Ausführung kamen. Christie überprüfte aber außerdem gründlich die Verwendbarkeit von verfügbarem archäologischem Material, um im Gegensatz zu seinem Vorgänger näher am historischen Original zu bleiben und durch diese Teile die Kirche auf einer ziemlich soliden Basis zu rekonstruieren. Dabei war es sein Hauptziel, beim Wiederaufbau den Nidarosdom wieder zu seiner ursprünglichen gotischen und romanischen Form zu bringen. Aus diesem Grund ließ er systematisch alle neueren Ergänzungen, einschließlich des später hinzugefügten achteckigen barocken Helms des Kirchturmes, entfernen. Christies sorgfältige und präzise Arbeit beim Wiederaufbau erhielt seinerzeit breite Anerkennung in Fachkreisen, auch wenn nach heutigen Maßstäben seine Herangehensweise als unsensibel und etwas grob angesehen wird.
Trotz alledem blieb auch er nicht unverschont und wurde auch schon zu seiner Zeit kritisiert, da ihm ebenso wie Schirmer zuverlässige Quellen und archäologisches Material für einen entsprechenden Wiederaufbau fehlten. Christie orientierte sich beim Wiederaufbau an den Thesen des französischen Architekten Eugène Viollet-le-Duc und des Briten Giles Gilbert Scott. Diese vertraten das Prinzip der stilistischen Einheit, das schon zur Zeit Christies kritisiert wurde, denn die so „restaurierten“ Bauten konnten in einem Zustand enden, den sie vorher nie hatten. Viollet-le-Duc und seine Anhänger werden heute mitunter als „Restaurierungs-Vandalen“ bezeichnet. Beim Nidarosdom bedeutete das in diesem Fall die Vernichtung von wertvollen architektonischen Teilen aus dem 16. und 17. Jahrhundert sowie aus den frühen 1800er Jahren, die nach Christies Meinung stilistisch nicht zum Wiederaufbau passten.
Kurz nach der Rekonstruktion und Fertigstellung des Hauptturmes 1903, kamen erneut verstärkte kritische Stimmen zu seinem Wirken als Dombaumeister auf. Dabei wurde insbesondere kritisiert, dass, basierend auf seinen architektonischen Überlegungen, unter anderem die Höhe des Kirchturms zu niedrig wieder aufgebaut wurde und er sich in der Ausführung nicht genügend an archäologische Zeugnisse hielt. Nach seinen Plänen wurde 1901 auch das neue charakteristische Kupferhelmdach auf dem Hauptturm des Domes errichtet, ebenfalls ohne entsprechende historische Grundlagen. Christie entwickelte auch die Baupläne für die Neuerrichtung der Westfront des Domes, die man jedoch nach seinem Tod wieder verwarf.
Durch allmählich verstärkte Kritik an seinem Vorgehen am Nidarosdom sollte er bereits 1905 als Dombaumeister entlassen werden. Die Debatten dazu zogen sich jedoch in die Länge und es kam vor seinem Tod zu keiner endgültigen Entscheidung. Christie konnte dadurch noch bis zu seinem Tod 1906 die Restaurierungsarbeiten an der Kathedrale fortführen.
Nach seinem Tod wurden die norwegischen Architekten Henrik Bull sowie später Olaf Nordhagen mit dem Wiederaufbau betraut.

## Auszeichnungen und Ehrungen
Eine Gedenktafel zu Christian Christie wurde später, nach seinem Tod im südlichen Querschiff des Nidarosdomes angebracht, die an sein Wirken am Nidarosdom erinnern soll. Des Weiteren wurde auch eine Straße in Trondheim nach Christian Christie benannt. Christie wurde 1880 zum Ritter der 1 Klasse, um 1895 zum  Kommandeur, 1897 zum Kommandeur mit Stern des Sankt-Olav-Ordens ernannt und des Weiteren wurde er mit den Dannebrogorden (Ritter 1. Klasse) ausgezeichnet, sowie mit dem Königlichen Preußischen Kronenorden geehrt.

## Familie
Christian Christie war der Sohn des Zollbeamten Werner Hosewinckel Christie (1785–1872) und seiner Frau Hansine Langsted (1802–1864). Zu seiner Verwandtschaft gehörten viele in Norwegen und darüber hinaus bekannte bzw. prominente Persönlichkeiten, darunter sein Bruder, der bekannte norwegische Jurist und Politiker Hans Langsted Christie (1826–1907), sein Vetter, der Schriftsteller Johan Koren Christie (1814–1885), sein Onkel, der Politiker Edvard Eilert Christie (1773–1831), sein Neffe, der Verfassungsrechtler Wilhelm Frimann Koren Christie (1778–1849) sowie sein Großneffe, der Generalmajor der norwegischen Luftwaffe Werner Hosewinckel Christie (13. Dezember 1917 – 29. Dezember 2004).